# Böhlen (Turingia)
Böhlen es un municipio situado en el distrito de Ilm, en el estado federado de Turingia (Alemania), a una altitud de 620 metros. Su población a finales de 2016 era de unos 550 habitantes y su densidad poblacional, 90 hab/km².
Se encuentra ubicado a poca distancia al sur de la ciudad de Erfurt, la capital del estado.